# Helene von Mülinen
Pour les articles homonymes, voir Mülinen.
Helene von Mülinen (1850-1924) est une féministe suisse, considérée comme la fondatrice de l'Association suisse pour le suffrage féminin. En 1900, elle fonde le mouvement suisse pour le droit de vote des femmes, Bund Schweizerischer Frauenvereine (BSF). Elle en est la première présidente, de 1900 à 1904.

## Biographie
Helene von Mülinen naît le 27 novembre 1850 à Berne, dont elle est aussi originaire. Son père, Egbert Friedrich, est un historien ; sa mère est née Sophie von Mutach. Elle a un frère, Wolfgang Friedrich, également historien. Elle est l'arrière-petite-fille de Niklaus Friedrich von Mülinen. 
Elle reçoit une éducation stricte. En tant que fille d'une des familles patriciennes de Berne elle acquiert une bonne formation générale, sans pourtant avoir le droit de faire des études comme elle le souhaite. Par la suite elle peut fréquenter les cours de l'université de Berne en théologie en tant qu'auditrice, sans pouvoir obtenir un diplôme car ses parents s'y opposent. Elle rejoint l'Association chrétienne sociale qui s'engage en faveur du suffrage féminin, et continue d'être en contact avec ses professeurs de théologie Adolf Schlatter et Fritz Barth.
Elle effectue un séjour linguistique en Suisse romande avant de revenir chez ses parents. Elle souffre des restrictions qui lui sont imposées en tant que femme, notamment de l'oisiveté, et contracte la tuberculose.
Elle rencontre Emma Pieczynska-Reichenbach vers 1890 dans un sanatarium, qui devient sa compagne de vie et s'engage sous son influence dans le mouvement des droits des femmes. 
Elle devient membre du Comité des femmes de Berne, qui regroupe des juristes adressant notamment des pétitions pour la réforme du Code civil.
En 1897, elle fonde avec Emma Pieczynska Reichenbach sur le modèle de l'Union des femmes de Genève la Harmonische Gesellschaft (Société symphonique), connue plus tard sous le nom de Frauenkonferenzen zum Eidgenössischen Kreuz (Conférence des femmes pour la Croix fédérale), et en devient présidente. En 1899 elle rejoint le conseil administratif de la Fédération abolitionniste internationale.

## Alliance de sociétés féminines suisses (ASF)
En 1899 elle fonde également avec Pieczynska Reichenbach l'Alliance de sociétés féminines suisses (ASF). Elle est présidente de l'ASF de 1900 à 1904, et reste active dans l'association jusqu'en 1920. Mülinen et ses comparses, Pauline Chaponnière-Chaix, Klara Honegger (de) et Camille Vidart millitent pour l'amélioration de la condition des femmes dans le nouveau code civil et la loi émergente sur l'assurance maladie, ainsi que pour le suffrage féminin.
Sous son influence diverses association adhèrent à l'ASF. Elle milite pour que les femmes puissent faire des études et exercer un métier, puis dès 1908 s'engage en faveur du suffrage féminin au sein de l'ASF. Elle est reconnue comme une des figures du mouvement féministe du début du XXe siècle en Suisse.
En sus de son engagement pour le droit des femmes, elle s'occupe de religion. Son maître à penser, le théologien Adolf Schlatter l'encourage à publier des essais et des articles.
La musicienne Alice von Mülinen (de) est sa belle-sœur, et Beatrix von Steiger (de) sa nièce.